# 维德科维尔
维德科维尔（法語：Videcosville，法語發音：[vidkovil]）是法国芒什省的一个市镇，属于瑟堡区。

## 地理
维德科维尔（49°33'48"N, 1°22'16"W）面积2.51 平方千米，位于法国诺曼底大区芒什省，该省份为法国西北部沿海省份，西、北、东北三面环大西洋，东起顺时针与卡爾瓦多斯省、奧恩省、马耶讷省和伊勒-维莱讷省接壤。
与维德科维尔接壤的市镇（或旧市镇、城区）包括：特尔泰维尔博卡日、蒙泰居拉布里塞特、奥克特维尔-拉沃内勒。

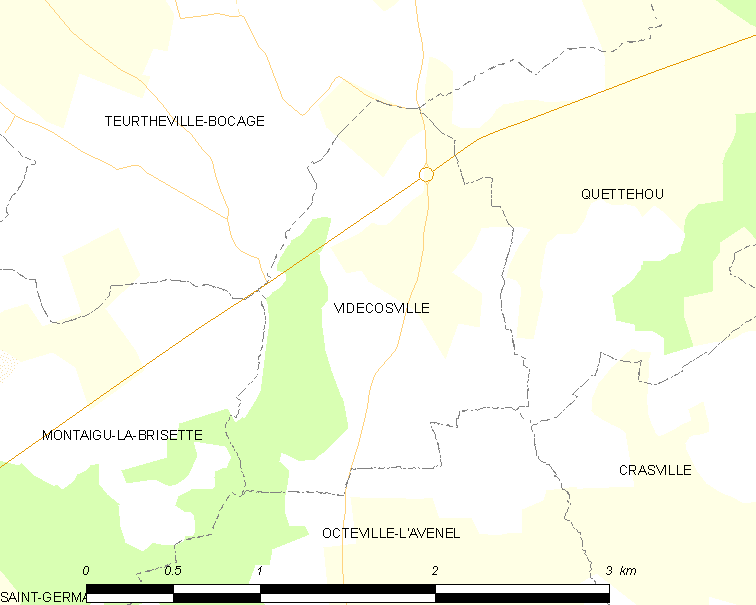
维德科维尔的OSM定位图

维德科维尔的时区为UTC+01:00、UTC+02:00（夏令时）。

## 行政
维德科维尔的邮政编码为50630，INSEE市镇编码为50634。

## 政治
维德科维尔所属的省级选区为赛尔河谷县。

## 人口

1962-2008年间维德科维尔人口变化图示

维德科维尔于2022年1月1日时的人口数量为88人。